# Documental

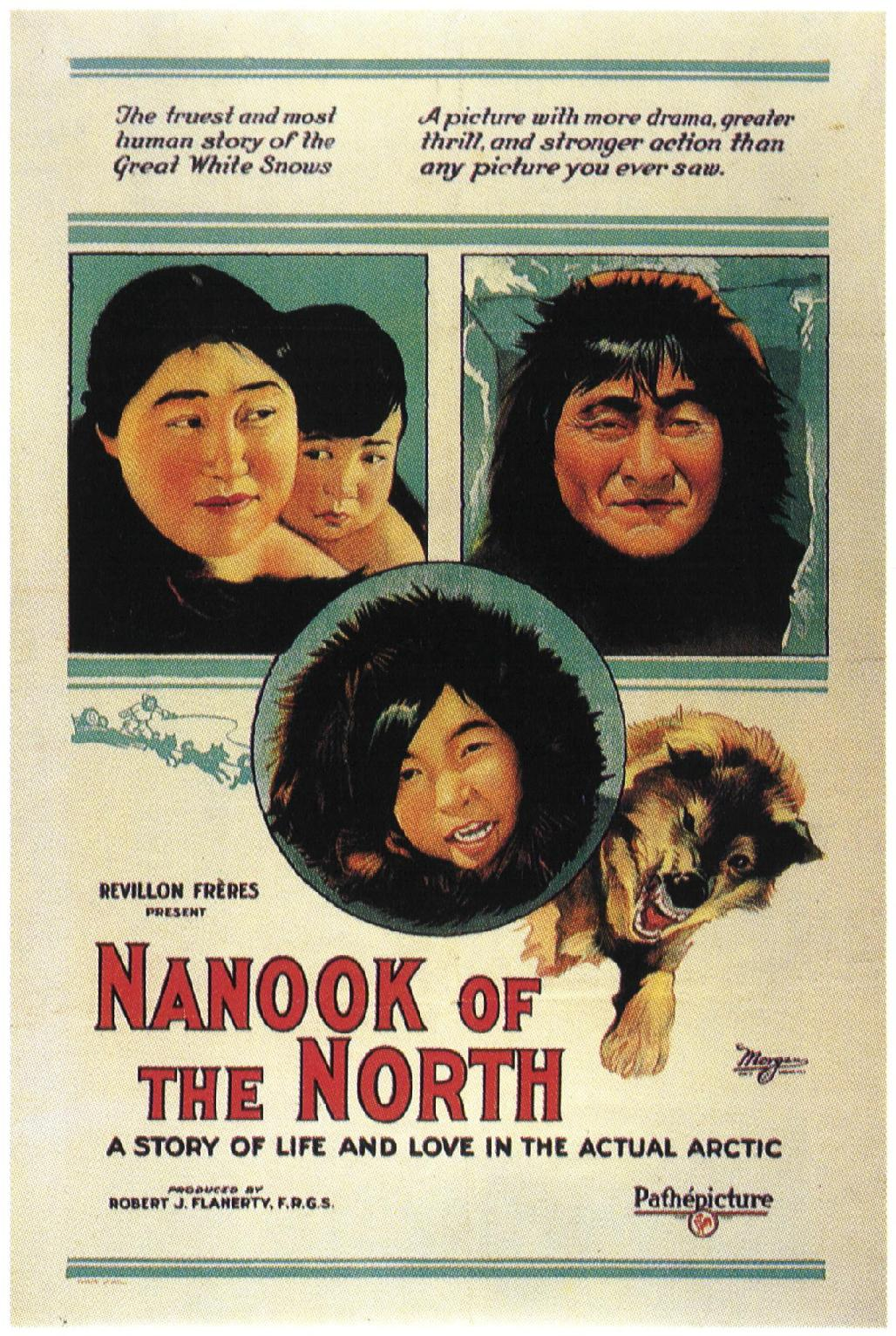
Cartell de Nanuk l'esquimal (Nanook of the north), 1922, el primer documental de la història

El documental és un gènere cinematogràfic i televisiu, realitzat amb imatges preses de la realitat. L'organització i estructura d'imatges, sons (textos i entrevistes) segons el punt de vista de l'autor determina el tipus de documental. La seqüència cronològica dels materials, el tractament de la figura del narrador, la naturalesa dels materials -completament reals, recreacions, imatges infogràfiques, tan àmplia en l'actualitat, que van des del documental pur fins a documentals de creació, passant per models de reportatges molt variats, arribant al docudrama (format en el qual els personatges reals s'interpreten a ells mateixos), arribant fins al documental fals. Sovint, els programes de ficció adopten una estructura i manera de narració molt properes al documental, i al seu torn, alguns documentals reprodueixen recursos propis de la creació d'obres de ficció (docuficció).
Els documentals poden tenir un narrador visible o com a veu en off, o cap narració parlada. Poden tenir subtítols explicatius, especialment en el cinema silenciós, o no tenir-ne cap, d'explicació escrita.

## Definició de documental
Tal com es coneix popularment, el terme "film documental" va ser obra del cineasta escocès John Grierson en la seua ressenya de Moana (1926), la pel·lícula de Robert Flaherty, publicada en el diari New York Sun el 8 de febrer de 1926. Grierson va emprar el nom de ploma de "The Moviegoer".
Els començos del gènere documental per a Grierson eren que el potencial del cinema com a observador de la vida podia ser explotat en una nova forma artística; que l'actor "original" i l'escenari "original" eren millors guies que les seues contrapartides ficcionals per a interpretar el món modern; que els materials sense processar, purs, podien ser més realistes que les actuacions. Així doncs, Grierson va formular la definició de documental com "el tractament creatiu de l'actualitat", una expressió que va guanyar força acceptació, en contraposició a la provocació del cineasta soviètic Dziga Vertov per presentar el cinema documental com "la vida tal com és" (és a dir, la vida filmada subreptíciament) i "la vida desprevinguda" (la vida provocada o sorpresa per la càmera).
El crític de cinema nord-americà Pare Lorentz defineix la pel·lícula documentària com "una pel·lícula de fets que és dramàtica." Altres autors afirmen que el documental es destaca de les altres sorts de gèneres de no-ficció per què dona una opinió i un missatge específic, juntament amb els fets que presenta.
La pràctica documental és el complex procés de creació de projectes documentals. Es refereix al que la gent fa amb dispositius multimèdia, el contingut, la forma i les estratègies de producció per tal d'abordar els problemes i les opcions creatives, ètiques i conceptuals que sorgeixen al llarg d'aquest procés. Hi ha connexions clares pel que fa a la pràctica amb el reportatge periodístic i amb la literatura de no-ficció.

## Història

### Orígens: els Lumière i les pel·lícules científiques
Cap a 1894 diversos inventors estaven en la carrera per desenvolupar nous aparells per a capturar el moviment a partir de fotografies, entre els quals es trobaven l'estatunidenc Thomas Alva Edison i els germans francesos Lumière. Aquests últims aconseguirien el triomf el 1895 amb el seu aparell: el "cinématographe", o cinematògraf. Aquest aparell era portàtil i pesava tan sols cinc quilograms, mentre que el gegantesc "Kinetoscope" o kinetoscopi d'Edison, requeria diversos homes per a moure'l d'un lloc a un altre i estava generalment ancorat al sòl en una espècie d'estudi.
Aquestes diferències tècniques van oferir la possibilitat de transportar fàcilment el cinematògraf a qualsevol lloc, podent retratar la realitat del món exterior. A més aquest aparell oferia altres característiques molt atractives: amb només uns petits ajustaments es podia transformar en projector i també en màquina d'impressió. El mateix Louis Lumière encarnaria la figura del creador del documental, no només amb el seu gran invent, sinó també amb el primer film documental, el pla seqüència  Treballadors sortint de la Fàbrica Lumière, de 1895. Després vindria la presentació pública de l'invent on Lumière va projectar el film. Després d'aquesta presentació van seguir altres en diferents parts de França, creant una gran incertesa. Lumière no només es va limitar a presentar aquest film, sinó que realitzaria d'altres, incloent-hi personalitats importants que venien a veure el seu invent i que sense saber-lo havien estat capturats per la lent de Lumière, per a després, amb gran sorpresa, veure's retratats als films als quals assistien. Però els plans de Lumière no es limitaven a aquestes demostracions. Es va dedicar a contractar i entrenar un petit exèrcit de viatgers que s'encarregarien de dur el seu invent a tots els racons del planeta; persones que al mateix temps es van anar a documentar aquests llocs i a mostrar alguns films ja realitzats per Lumière.
El seu personal es va encarregar de capturar films d'un sol pla, anomenats "pel·lícules d'actualitat", on es retrataven moments tals com l'arribada de vaixells a un port, l'aproximació d'un tren, gent treballant...D'aquesta manera, aquesta etapa primerenca del naixement del cinema va estar marcada per la moda de mostrar un esdeveniment en curts lapses de temps, degut principalment que les càmeres només podien contenir petites quantitats de film, molts d'ells d'un minut o menys de durada.
En un altre àmbit, el cirurgià francès Eugène-Louis Doyen va començar una sèrie de pel·lícules de cirurgia en algun moment abans de juliol de 1898. Fins a l'any 1906, l'any de la seva última pel·lícula, Doyen va registrar més de 60 operacions. Com exposava aquest cirurgià, els seus primers films el van ensenyar a corregir errors professionals que havien comès inconscientment. Per a finalitats científiques, després de 1906 Doyen combina 15 de les seves pel·lícules en tres compilacions, dos dels quals sobreviuen: la sèrie de sis pel·lícules Extirpation des tumeurs encapsulées (1906), i les quatre de la pel·lícula Les Opérations a la cavité crânienne (1911). Aquestes i altres cinc de les pel·lícules de Doyen sobreviuen.

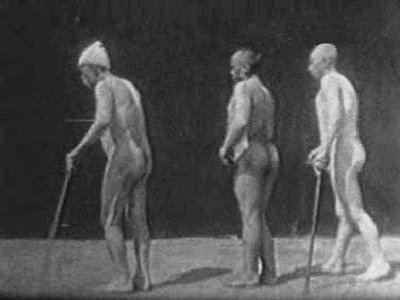
Fotograma d'un dels films científics de Marinescu (1899).

Entre juliol de 1898 i 1901 el professor romanès Gheorghe Marinescu va fer diverses pel·lícules de ciència a la seva clínica de neurologia a Bucarest: Els problemes per caminar d'una hemiplegia orgànica (1898), Els problemes per caminar de paraplegies orgàniques (1899), Un cas d'hemiplegia histèrica sanada a través de la hipnosi (1899), Els problemes per caminar d'una progressiva atàxia locomotora (1900) i Les malalties dels músculs (1901). Tots aquests curtmetratges s'han conservat. El professor va denominar a les seves obres "estudis amb l'ajuda del cinematògraf", i va publicar els resultats, juntament amb diversos fotogrames consecutius, en exemplars de la revista "La Semaine Médicale" de París, entre 1899 i 1902. En 1924, Auguste Lumière va reconéixer els mèrits dels films de ciència de Marinescu: "He vist els seus informes científics sobre l'ús del cinematògraf en estudis de malalties nervioses, quan jo encara rebia "La Semaine Médicale", però per aquell temps jo tenia altres preocupacions, que no em van deixar el temps lliure per iniciar els estudis biològics. He de dir que em vaig oblidar d'aquestes obres i li estic agraït que vostè me'ls haja fet recordar. Malauradament, no molts científics han continuat el seu camí".

### 1900 a 1920
Les pel·lícules de viatges o travelogues, batejades com a escenes pels distribuïdors, van ser molt populars i van gaudir d'un gran èxit a les primeres del segle xx. In the Land of the Head Hunters (1914) va ser un dels títols representatius d'aquest gènere: combinava el primitivisme amb l'exotisme en un conte escenificat presentat com a veritables recreacions de la vida dels nadius americans.
Una altra variant eren les contemplacions, en les quals sobresurt la productora Pathé. El film Moscou sous la neige, de 1909, és un exemple d'aquesta mena de pel·lícules.
En aquesta etapa també hi apareixen els documentals biogràfics. En 1914, la filial romanesa de Pathé filma Eminescu-Veronica-Creangă, que aborda la relació entre escriptors Mihai Eminescu, Verónica Micle i Ion Creangă (tots tres morts en el moment de la producció).
Alguns travelogues empren tecnologia de color, amb processos com ara el Kinemacolor, conegut pel film With our King and Queen through India (1912) o el Prizmacolor, el qual s'utilitzarà en els films Everywhere with Prizma (1919) o Bali the Unknown (1921). Per contra, el Technicolor es concentra en què el seu procés siga adaptat pels estudis de Hollywood per a pel·lícules de ficció.
D'aquest període és la pel·lícula South, de Frank Hurley. Estrenada l'any 1919, documenta les peripècies de la fallida Expedició Imperial Trans-antàrtica que cinc anys abans va liderar Ernest Shackleton.

### Vertov i Flaherty: pares del gènere
Si els germans Lumière van ser els encarregats d'asseure les bases de la relació del cinema amb el món: mirant al que tenien més prop, Dziga Vertov i Robert Flaherty van ser dels primers a adoptar el gènere naixent, i ja amenaçat per l'objectivitat, i defensar la seva essència cinematogràfica. Cadascun des de posicions molt diferents, però sempre allunyats del que anys més tard s'identificaria com documental: el noticiari televisiu o reportatge.

### Dziga Vertov

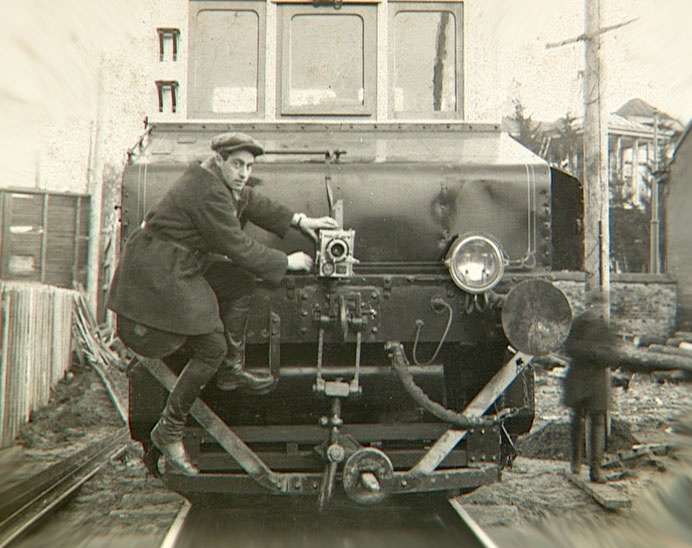
Fotograma de L'home de la càmera, on Mikhail Kaufman actua com un camarògraf que posa en risc la seua vida en la recerca de la millor presa.

Va ser davant de tot un artista i un experimentador. Molt abans de recaure en el cinema, va treballar el so, i la ràdio, experimentant amb collages sonors, a la recerca d'un muntatge no necessàriament objectiu ni realista. Vertov era de l'opinió que la càmera podia captar la realitat d'una manera més acurada que el mateix ull humà, gràcies a les propietats del mitjà: lents variades, el muntatge, la narració temporal, la velocitat de l'enregistrament, etc, i va il·lustrar un moviment a partir d'aquesta premissa, el Kino-Pravda (literalment: veritat cinematogràfica) en la dècada dels anys 20.
La seva pel·lícula més cèlebre, L'home de la càmera, recull la seva idea de recollir "la vida d'improvís", i suposa un dels cims de la cinematografia mundial per la seva experimentació formal, el seu muntatge accelerat i el seu moviment del pla i no dintre del pla, com venia sent habitual. La pel·lícula, rodada a diferents ciutats, recrea un dia en la vida d'un càmera que recorre la ciutat a la recerca d'imatges. A més de ser una de les primeres pel·lícules sense intertítols, és la primera a desvelar el procés de creació de la mateixa pel·lícula, en mostrar a la muntadora triant, tallant i muntant plans, posant en relleu que, tal com defensava Vertov, l'objectivitat no existeix, almenys en el cinema.

### Robert Flaherty
Considerat el pare del cinema documental. La seva primera pel·lícula, Nanuk l'esquimal (1922), va haver de rodar-la dues vegades, després de perdre tot el material rodat durant anys en un incendi al seu laboratori. Aquest accident li va obrir els ulls, i va decidir no limitar-se a registrar la realitat, per a passar a intervenir en ella més activament, creant, a partir de materials reals, una narració complexa. De caràcter romanticista, va reproduir escenes que feia més d'un segle que no s'hi donaven a la vida quotidiana dels inuits. Per exemple, per matar una morsa, va preferir l'ús d'un arpó sobre el d'una arma de foc, corrent entre els esquimals. També va adaptar els escenaris a les seues necessitats i a la tecnologia del moment: per a les preses d'interiors, va construir un iglú sense sostre.
Flaherty va aportar al cinema i a la societat la seva visió etnogràfica, el seu treball de cineasta investigador proper al grup humà, la seva observació-participació en la vida dels grups als quals filmava, els seus descobriments tècnics, en enfrontar-se amb les condicions de clima i llum en l'àrtic, diferents totalment a les de la Polinèsia. Les seves investigacions sobre el material, la pel·lícula verge el van portar, per tal d'evitar reduir tot a blancs i negres, que no li venia malament a l'Àrtida, a fotografiar els nadius de la polinèsia, de pell bronzejada amb pel·lícula Eastman pancromàtica, sensible als colors. Els bons resultats que va aconseguir van induir a la majoria dels estudis a adoptar el nou material.
Les seves posteriors pel·lícules, com ara Moana, van continuar aquesta forma de treballar i de concebre el cinema documental, més com una visió personal de l'autor que com un retrat objectiu de la realitat.
En vista de l'èxit comercial de Nanuk l'esquimal, la Paramount Pictures va produir noves pel·lícules d'aquest nou gènere amb els directors Merian Cooper i Ernest Schoedsack: Grass (1925) i Chang (1927).

## Programes de documentals i reportatges de televisió
A Catalunya
- 30 minuts (Televisió de Catalunya, que s'emet per TV3, des del 1984) - pàgina del programa al CCMA.
- 60 minuts (Televisió de Catalunya, que s'emet per TV3, des del 1993, si fa no fa) - pàgina del programa al CCMA, pestanya descriptiva del programa.
- Entrelínies (Televisió de Catalunya, que s'emet per TV3) - pàgina del programa al CCMA, pestanya descriptiva del programa.
- Segle XX (Televisió de Catalunya, que s'emet per TV3) - pàgina del programa al CCMA, pestanya descriptiva del programa.
- Sense ficció (Televisió de Catalunya, que s'emet per TV3, des del 2009) - pàgina del programa al CCMA, pestanya descriptiva del programa.

## Festivals de Cinema Documental[13]

### Catalunya
- Festival de Cinema i Drets Humans de Barcelona[14]
- DocsBarcelona, Docupolis a Barcelona.
- Xcèntric, el cinema de CCCB a Barcelona.
- Festival Curt.doc a Vidreres (La Selva).
- SomCinema a Lleida.[15]
- Inclús Festival a Barcelona.[16]

### Espanya
- Documenta Madrid (Festival internacional de cine documental) Documenta Madrid
- Festival de Cine Europeo a Sevilla (Andalusia).[17]
- Zinebi a Bilbao
- Festival Punto de Vista a Pamplona.
- Docusur
- Cadiz.doc
- Festival de Màlaga
- Festival de Cine Iberoamericano de Huelva.

### Europa
- IDFA
- Cinema du réel
- Visions du réel
- DocLisboa
- Viewpoint
- Etats généraux du film documentaire
- Thessaloniki documentary festival
- Festival Internacional de Documentals Ecològics de Bozcaada

### Amèrica del Nord
- Full Frame Documentary Film Festival, Durham (Estats Units).[18]
- Miami International Film Festival, Miami (Estats Units).
- Slamdance Film Festival, Park City (Estats Units).[19]
- Festival de Cinema de Sundance, Park City (Estats Units).
- Palm City International Film Festival, Palm Springs (Estats Units).
- The Gotham Independent Films Awards, Nova York (Estats Units).
- AFI Fest, Los Angeles (Estats Units).[20]
- Austin Film Festival, Austin (Estats Units).
- Chicago International Film Festival, Chicago (Estats Units).[21]
- Hot Docs Canadian Documentary Film Festival (Canadà).[22]
- DOXA Documentary Film Festival, Vancouver (Canadà).[23]

### Amèrica Llatina
- Bafici
- FICCO Festival Internacional de Cine Contemporáneo de la Ciudad de México
- Festival del Nuevo Cine Latinoamericano
- Festival de Cine de Caracas
- Festival Internacional de Documentales de Caracas
- Festival de Guadalajara
- Festival ICARO
- Festival de Mar de Plata
- Festival de cine de los pueblos indígenas de Oaxaca
- Festival de cine de Valparaíso
- Festival de cine de Valdivia
- Festival de Documentales "Chile Reality", Chillán, Chile.
- Asia:
  - Yamagata International Documentary Film Forum